# Mala Crna Gora
Mala Crna Gora (en serbe cyrillique : Мала Црна Гора) est un village du nord-ouest du Monténégro, dans la municipalité de Žabljak.
Mala Crna Gora signifie « la Petite Montagne noire ». 

## Géographie
Le village, qui s'élève à 1 800 m d'altitude, est considéré comme le plus haut des Balkans. Niché au centre du parc national du Durmitor, il se trouve au bord de deux canyons, le canyon de la Sucica et le canyon de la Tara. 
Il se caractérise par une bilocalisation : il est constitué de deux entités, l'une hivernale et automnale, l'autre printanière et estivale. Ainsi, les habitants vivent dans ce qu'ils qualifient de « village bas » ou selo durant la mauvaise saison, à une altitude de 1 680 mètres) puis, aux beaux jours, ils rejoignent le«  village haut », le katun, distant de 2 km mais bien plus élevé et proche des pâturages. L'activité principale du village se cantonne à l'élevage (ovins et bovins).

## Démographie

### Évolution historique de la population
| 1948 | 1953 | 1961 | 1971 | 1981 | 1991 | 2003 |
| ---- | ---- | ---- | ---- | ---- | ---- | ---- |
| 354  | 387  | 391  | 408  | 311  | 218  | 110  |

## Personnalités
Mala Crna Gora a vu naître deux héros yougoslaves : Radoje Dakić et Vladimir Šipčić.